# Paul Nieuwenhuis
Paul Nieuwenhuis (Amsterdam, 30 juli 1937 − Málaga, 11 november 2017) was een Nederlands hoogleraar emeritus.

## Biografie
Nieuwenhuis promoveerde in 1971 aan de Universiteit Groningen op On the origin and fate of immunologically competent cells. Vanaf 1972 was hij lector aan diezelfde universiteit met als leeropdracht  Histologie en Microscopische anatomie. Vanaf 1980 werd dit dienstverband omgezet in een gewoon hoogleraarschap, met dezelfde leeropdracht. Hij publiceerde of werkte mee aan meer dan 200 artikelen op zijn vakgebied. Hij was verbonden aan het Universitair Medisch Centrum Groningen. Hij ging na een veertigjarig dienstverband met emeritaat en hield zijn afscheidsrede op 30 september 2003, getiteld Haud artis taedio captus.
Prof. dr. P. Nieuwenhuis overleed eind 2017 op 80-jarige leeftijd in Spanje.